# Pierre Picaud
Pierre Picaud a fost un cizmar din Nîmes, care a trăit în secolul al XIX-lea. Este posibil ca povestea lui să îl fi inspirat pe Alexandre Dumas tatăl la creionarea personajului Edmond Dantes, în romanul „Contele de Monte Cristo”. Spre deosebire de contele fictiv, cizmarul Picaud avea o relație amoroasă cu o femeie bogată, fiind turnat autorităților pe nedrept, ca spion englez, de trei prieteni invidioși.
Ca urmare a denunțului, Pierre Picaud a fost închis în fortăreața Fenestrelle, perioadă în care s-a împrietenit cu preotul italian Padre Torri, de la care a primit moștenire o mare sumă de bani. După ce a fost eliberat, Picaud a conceput un plan brutal de răzbunare, care s-a întins pe o perioadă de mai mult de 10 ani. El i-a ucis cu mâna lui pe cei trei prieteni trădători: Loupian, Solari și Chaubard. Loupian, care se însurase cu femeia iubită de Picaud, a atras cea mai dură răzbunare. Picaud a păcălit-o pe fiica lui Loupian să se mărite cu un criminal, care a incendiat proprietățile lui Loupian. Picaud l-a înjunghiat pe Loupian, apoi i-a otrăvit pe Solari și Chaubard.